# Viriato Zeferino Passaláqua
Viriato Zeferino Passaláqua OA (Funchal, Madeira, 27 de agosto de 1850 – Santa Isabel, Lisboa, 14 de março de 1926) foi um militar do Exército Português e um pioneiro espírita em Portugal. Na carreira militar alcançou a patente de General.

## Biografia
Nasceu no Funchal, na Madeira, desconhecendo-se a data exata; foi batizado como exposto na Sé do Funchal em 27 de agosto de 1850; o assento de batismo dá conta de ter sido entregue com uma cédula que pedia que fosse batizado com aquele nome, indicava o número de catorze peças de enxoval que o acompanhavam, e pedia "bom tratamento da criança até que seja procurada". Os pais, Nicolau Maria Passaláqua e Constantina Vieira Cabral, não eram à data casados; viriam a contrair matrimónio in articulo mortis a 19 de abril de 1860 por estar o noivo gravemente doente, e Viriato é legitimado por termo de reconhecimento de 2 de junho do mesmo ano, vivendo já àquela data com os pais.
Assentou praça no Exército em 1867; foi promovido a alferes em 1878, tendo feito toda a sua carreira de oficial nas forças ultramarinas: tenente em 1882, capitão em 1886, major em 1898, tenente-coronel em 1903, e coronel em 1910. Tomou parte na Campanha de Pacificação do Humbe, levada a cabo em 1898. Foi Governador Provincial do Namibe (1903–1904), e Governador de Benguela em vários períodos (1902–1903, 1904–1905, 1905, 1906). Aposentou-se no posto de general-de-brigada, em 28 de maio de 1910.
Foi um dos mais cultos exegetas do Velho e Novo Testamento bíblicos do país em seu tempo.
Durante a sua vida, interessou-se pelo Espiritismo e foi um dos impulsionadores do Movimento Espírita Português, que começou a tomar forma nos primeiros anos do século XX. Integrou a sub-comissão pró-Federação, criada para a realização do I Congresso Espírita Português (1925), nele tendo colaborado com a apresentação das teses: "Espiritualismo e Espiritismo", e "Loucura Espírita", este último versando sobre a obsessão.
Foi colaborador assíduo das revistas "Luz e Caridade" (de Braga) e "Estudos Psíquicos" (2ª fase), e do jornal "O Mensageiro Espírita", da Federação Espírita Portuguesa.
Aquando do seu falecimento, a revista "Luz e Caridade" registou:
"O seu lugar nas hostes espíritas fica vago, porque não há ninguém que possa substitui-lo. Batalhador incansável, homem de uma só têmpera, forte na sua crença, iluminado pelo fulgor da sua fé, ele foi um dos mais ardorosos propagandistas da religião de Jesus – do Cristianismo primitivo. Em toda a sua pureza, em toda a sua grandiosidade."
Foi condecorado com o grau de Oficial da Ordem Militar de Avis, com a Medalha de Prata de Comportamento Exemplar, Medalha de Ouro de Assiduidade de Serviço no Ultramar, e com a Medalha de Prata Comemorativa da Campanha do Humbe em 1898.
Morreu em 1926, aos 75 anos de idade, viúvo, em sua casa na Rua Saraiva de Carvalho, n.º 88, freguesia de Santa Isabel, em Lisboa, de uremia; foi sepultado no 2.º Cemitério de Lisboa, em jazigo de família.